# José María Velo de Antelo
José María Velo de Antelo, fallecido en Madrid el 31 de mayo de 2019, fue un diplomático y político español, uno de los fundadores de Alianza Popular (AP), luego convertido en Partido Popular, miembro de la primera Junta Directiva de AP y vicepresidente de su primer congreso.
A lo largo de 1975 y 1976 tuvieron lugar en su casa de Torrelodones las reuniones entre los diferentes representantes del franquismo político previas a la conformación de Alianza Popular.
Velo de Antelo fue vicepresidente ejecutivo de Unión Nacional Española (UNE), uno de los siete partidos políticos que integraron Alianza Popular, cuyo presidente era Gonzalo Fernández de la Mora. En 1977 Velo de Antelo abandonó AP junto con José Luis Zamanillo. Posteriormente se opuso a la Constitución española de 1978.
Diplomático de profesión, estuvo destinado en Alemania, Gran Bretaña, Italia o Chile. Desempeñó el cargo de embajador director de la Escuela Diplomática (1999-2002) y el de presidente de la Comisión de Asuntos Exteriores. Siendo Embajador de España, por Real Decreto 620/2003 de 23 de mayo, le fue concedida la Gran Cruz de la Orden del Mérito Civil y la Encomienda de Número de la Real Orden de Isabel la Católica.
Fue el directivo más joven en la última etapa de Santiago Bernabéu como presidente del Real Madrid, donde estuvo once años de directivo, siendo nombrado presidente del Consejo Económico del club en la etapa de Luis de Carlos.
En su obra bibliográfica destacan De Ayer a Hoy, los orígenes del Partido Popular donde se analiza la fundación de Alianza Popular, adoptando una posición crítica con dicha organización desde la derecha del Partido Popular, la obra de teatro sobre el aborto titulada Yo Soy Inocente Archivado el 1 de agosto de 2019 en Wayback Machine., y recientemente un libro donde analiza, artículo a artículo, la Constitución Española.
Es fundador de la Academia de la Diplomacia que desde agosto del año 2019 entrega el Premio Embajador José María Velo de Antelo, entregado en su primera edición al Rey Simeón II de Bulgaria y en su última edición al Papa Benedicto XVI en un evento presidido por la Infanta Doña Elena de Borbón. Premio al Papa Benedicto XVI

## Obras
- —— (2010). José María Velo de Antelo, De ayer a hoy. Los orígenes del Partido Popular. Madrid: Galland Books.[6]